# Deepin
Deepin, dawniej Hiweed Linux, Linux Deepin (styl. deepin) – otwartoźródłowa chińska dystrybucja systemu operacyjnego GNU/Linux powstała w 2004 roku, wówczas oparta na Debianie, w latach 2006–2015 oparta na Ubuntu, a od wersji 15 znów oparta na Debianie. Pełne źródła systemu deepin opublikowane są w serwisie GitHub.
Od wersji 2014.2 system jest w pełni spolszczony (środowisko graficzne i programy autorskie).

## Historia wydań
| Wersja  | Data wydania | Uwagi |
| ------- | ------------ | --- |
| 0.1     | 28.02.2004   | Pierwsza stabilna wersja. System nosił nazwę Hiwix, była to pierwsza chińska dystrybucja Linuxa oparta na Debianie. Obraz ISO zajmował mniej niż 300 MB. |
| 0.2     | 03.03.2004   | Zmiana nazwy systemu na Hiweed Linux. |
| 0.3     | 22.07.2004   | |
| 0.55    | 25.09.2004   | |
| 0.6     | 24.02.2005   | |
| 1.0     | 25.09.2006   | Wersja została wydana w oparciu o Ubuntu, oferujące wówczas graficzną metodę instalacji. |
| 2.0     | 17.10.2008   | |
| 9.12    | 30.11.2009   | |
| 10.06   | 20.07.2010   | |
| 10.12   | 31.12.2010   | Rezygnacja ze środowiska Xfce na rzecz GNOME w wersji 2, mająca na celu przywrócenie prostoty obsługi. |
| 11.06   | 07.04.2011   | |
| 11.12   | 31.12.2011   | Dostosowanie GNOME Shell. Dodanie autorskich aplikacji, m.in. Deepin Screenshot. |
| 11.12.1 | 02.03.2012   | Liczne poprawki oraz aktualizacje wersji 11.12. |
| 12.06   | 17.07.2012   | Dostosowanie GNOME Shell. Dodanie kilku autorskich aplikacji: Deepin Music Player oraz Deepin Media Player. |
| 12.12   | 19.06.2013   | Wprowadzenie autorskiego środowiska graficznego Deepin Desktop Environment w wersji 1.0 |
| 12.12.1 | 07.08.2013   | |
| 2013    | 28.11.2013   | |
| 2014    | 06.07.2014   | Wprowadzenie autorskiego środowiska graficznego Deepin Desktop Environment w wersji 2.0. Oparcie dystrybucji na Ubuntu 14.04 LTS. |
| 2014.1  | 28.08.2014   | |
| 2014.2  | 31.12.2014   | |
| 2014.3  | 28.04.2015   | Liczne poprawki we wszystkich elementach systemu, zmniejszenie zużycia zasobów komputera, aktualizacja programów autorskich. |
| 15      | 31.12.2015   | Zmiana systemu bazowego na Debian w wersji unstable; przepisanie interfejsu z HTML5 WebKit na Qt; obsługa 30 wersji językowych; lepsza obsługa urządzeń Intela dzięki strategicznemu partnerstwu pomiędzy firmami; znaczne zmniejszenie zużycia zasobów sprzętowych; porzucenie Compiza na rzecz Mutter i Metacity.                                                                  |
| 15.1    | 29.01.2016   | Liczne poprawki we wszystkich elementach systemu; wprowadzenie usługi drukowania w sieci Deepin Cloud Print; partnerstwo z Valve w zakresie obsługi gier z platformy Steam. |
| 15.1.1  | 07.03.2016   | Poprawki w zakresie poprawności wyświetlania menedżera pulpitu na komputerach o zróżnicowanym chipsecie grafiki, inne pomniejsze. |
| 15.2    | 31.05.2016   | Wdrożenie nowego interfejsu wyzwalacza programów z ulepszonym wyszukiwaniem, dodano obsługę bezpiecznego rozruchu, zastosowano jądro Linuksa w wersji 4.4 o przedłużonym wsparciu z optymalizacjami i kompilacją Zespołu Deepin ds. Jądra systemu. Poprawiono stabilność działania i zmniejszono zużycie wymaganych zasobów sprzętowych. Preinstalowany jest także CrossOver 15.     |
| 15.3    | 13.09.2016   | Przepisano na nowo panel dokujący i obszar powiadomień, dzięki czemu można je jeszcze bardziej dostosować do własnych potrzeb (agregacji programów, położenia na ekranie itd.). Wprowadzono nowy system zmian i podglądu tapet pulpitu, ulepszono system aktualizacji systemu (także w wersji offline), wprowadzono nowe wersje terminala, przeglądarki obrazów i kalendarza Deepin. |